# Mio nonno era un ciliegio
Mio nonno era un ciliegio è un romanzo per ragazzi della scrittrice italiana Angela Nanetti, pubblicato nell'anno 1998. Il protagonista della vicenda è un ragazzo di nome Tonino che descrive il rapporto tra i suoi due nonni e le sue due nonne, tra i quali quelli paterni, che vivono in città, e quelli materni, che vivono in campagna. Ha vinto il Premio Cento per il miglior romanzo per bambini.
In Serbia è stato pubblicato con il nome di Moj deka je bio trešnja ed entrò nel programmi lettura per la scuola.